# Гранадос (муниципалитет)
Гранадос (исп. Granados) — муниципалитет в Мексике, штат Сонора, с административным центром в одноимённом посёлке. Численность населения, по данным переписи 2020 года, составила 1009 человек.

## Общие сведения
Название Granados дано в честь второго епископа Соноры — Хосе Хоакина Гранадоса.
Площадь муниципалитета равна 363,9 км², что составляет 0,2 % от площади штата, а наиболее высоко расположенное поселение Ла-Игера, находится на высоте 615 метров.
Он граничит с другими муниципалитетами Соноры: на севере с Уасабасом, на востоке с Бакадеуачи, на юге с Дивисадеросом, и на западе с Моктесумой.

## Учреждение и состав
Муниципалитет был образован 12 апреля 1932 года, по данным 2020 года в его составе остался только один населённый пункт:
| Код INEGI                  | Населённый пункт                                                                   | Численность населения (2005 год) | Численность населения (2010 год) | Численность населения (2020 год) |
| -------------------------- | ---------------------------------------------------------------------------------- | -------------------------------- | -------------------------------- | -------------------------------- |
| 028                        | Всего                                                                              | 938                              | 1150                             | 1009                             |
| 0001                       | Гранадос (исп. Granados) 29°51′44″ с. ш. 109°18′38″ з. д. (административный центр) | 928                              | 1144                             | 1009                             |
| 0040                       | Ла-Игера (исп. La Higuera) 29°50′58″ с. ш. 109°19′34″ з. д.                        | 5                                | 5                                | —                                |
| 0038                       | Эль-Каррисаль-Кемадо (исп. El Carrizal Quemado) 29°40′42″ с. ш. 109°16′06″ з. д.   | 1                                | 1                                | —                                |
| 0049                       | Карачимака (исп. Carachimaca) 29°47′04″ с. ш. 109°16′35″ з. д.                     | 4                                | —                                | —                                |
| Названия на карте Генштаба |                                                                                    |                                  |                                  |                                  |

## Экономическая деятельность
По статистическим данным 2000 года, работоспособное население занято по секторам экономики в следующих пропорциях:
- сельское хозяйство, скотоводство и рыбная ловля — 39,3 %;
- промышленность и строительство — 21,9 %;
- торговля, сферы услуг и туризма — 34,3 %;
- безработные — 4,5 %.

## Инфраструктура
По статистическим данным 2020 года, инфраструктура развита следующим образом:
- электрификация: 100 %;
- водоснабжение: 99,7 %;
- водоотведение: 99,7 %.